# 香川県道37号三木津田線
香川県道37号三木津田線（かがわけんどう37ごう みきつだせん）は、香川県木田郡三木町からさぬき市に至る県道（主要地方道）である。

## 概要

### 路線データ
- 起点：木田郡三木町大字井上
- 終点：さぬき市津田町津田

## 歴史
- 1982年（昭和57年）4月1日 - 香川県道138号井上津田線が建設省により主要地方道 三木津田線に指定される。
- 1993年（平成5年）5月11日 - 建設省から、県道三木津田線が三木津田線として主要地方道に再指定される[1]。

## 路線状況

### 重複区間
- 香川県道・徳島県道3号志度山川線（香川県さぬき市）造田宮西交差点 - 広瀬橋交差点
- 香川県道141号石田東志度線（香川県さぬき市）乙井 -
- 香川県道140号富田西鴨庄線（香川県さぬき市）神崎小学校北交差点
- 香川県道139号富田中鴨部線（香川県さぬき市）寺尾高架橋北 - 鴨部南交差点

### 都市計画道路指定
- さぬき市
  - 新志度脇線 造田宮西交差点 - 広瀬橋交差点
  - 新井上津田線 広瀬橋交差点 - 乙井
  - 城北線 新津田川橋南詰交差点 - 津田寒川IC前交差点

## 地理

### 通過する自治体
- 木田郡三木町
- さぬき市

### 交差する道路
| 接続する道路 南・西← 〈県道37号三木津田線〉 →北・東     | 接続する道路 南・西← 〈県道37号三木津田線〉 →北・東 | 交差点           | 交差点   | 交差点     |
| ------------------------------------------------------- | --------------------------------------------------- | ---------------- | -------- | ---------- |
| 香川県道38号三木牟礼線                                  | 香川県道38号三木牟礼線                              | 高野             | 三木町   | 大字井上   |
| 〈学園通り〉 町道鹿伏南地線                             | 町道鹿伏南地線                                      | 高野東           | 三木町   | 大字井上   |
| 町道正一駒足線                                          | -                                                   | （駒足）         | 三木町   | 大字下高岡 |
| -                                                       | 町道三木志度線                                      | （駒足大池南）   | 三木町   | 大字下高岡 |
| -                                                       | 高松東ファクトリーパーク                            |                  | さぬき市 | 昭和       |
| 滝ヶ原川                                                | 滝ヶ原川                                            | 滝ヶ原川橋       | さぬき市 | 造田宮西   |
| -                                                       | 香川県道・徳島県道3号志度山川線                     | 造田宮西         | さぬき市 | 造田宮西   |
| -                                                       | 市道石田造田線                                      | 造田宮西         | さぬき市 | 造田宮西   |
| 滝ヶ原川                                                | 滝ヶ原川                                            | 滝ヶ原橋         | さぬき市 | 造田宮西   |
| 鴨部川                                                  | 鴨部川                                              | 広瀬橋           | さぬき市 | 造田宮西   |
| 香川県道・徳島県道3号志度山川線                         | 市道                                                | 広瀬橋           | さぬき市 | 造田宮西   |
| 清水川                                                  | 清水川                                              | 清水川新橋       | さぬき市 | 造田是弘   |
| -                                                       | 香川県道142号造田停車場線                           | （造田駅南）     | さぬき市 | 造田野間田 |
| JR四国高徳線                                            | JR四国高徳線                                        | 乙井県道踏切     | さぬき市 | 造田乙井   |
| -                                                       | 香川県道141号石田東志度線                           | （乙井川南）     | さぬき市 | 造田乙井   |
| 地蔵川                                                  | 地蔵川                                              | 新川橋           | さぬき市 | 造田乙井   |
| 古川                                                    | 古川                                                | 古川橋           | さぬき市 | 寒川町神前 |
| 香川県道140号富田西鴨庄線 （県道141号石田東志度線重複） | -                                                   | （神前駅西）     | さぬき市 | 寒川町神前 |
| -                                                       | 市道                                                | （神前駅西）     | さぬき市 | 寒川町神前 |
| 市道                                                    | 香川県道140号富田西鴨庄線                           | 神前小学校北     | さぬき市 | 寒川町神前 |
| 香川県道139号富田中鴨部線                               | -                                                   | （寺尾高架橋北） | さぬき市 | 寒川町神前 |
| -                                                       | 香川県道139号富田中鴨部線                           | 鴨部南           | さぬき市 | 鴨部       |
| -                                                       | 津田寒川IC                                          | 津田寒川IC前     | さぬき市 | 津田町津田 |
| E11 高松自動車道（高架区間）                            | E11 高松自動車道（高架区間）                        | 津田川橋         | さぬき市 | 津田町津田 |
| 津田川                                                  | 津田川                                              | 城北橋           | さぬき市 | 津田町津田 |
| 国道11号                                                | 国道11号                                            | 新津田川橋南詰   |          | 津田町津田 |
| 市道                                                    |                                                     |                  |          |            |